# Kostel svatého Ducha (Krnov)
Kostel svatého Ducha je situován v bezprostřední blízkosti centra města Krnova. Je chráněn jako kulturní památka České republiky. Je využíván jako koncertní a obřadní síň. Jeho počátky spadají do 13. století, později byl barokně přebudován. Nacházejí se v něm nástěnné malby z konce 14. a počátku 15. století. V koncertní síni se během roku koná řada koncertů, přičemž vyvrcholením hudební sezóny jsou bezesporu Krnovské hudební slavnosti, v jejichž rámci zde v uplynulých letech vystoupila operní pěvkyně Eva Urbanová nebo flétnista Jiří Stivín.

## Historie

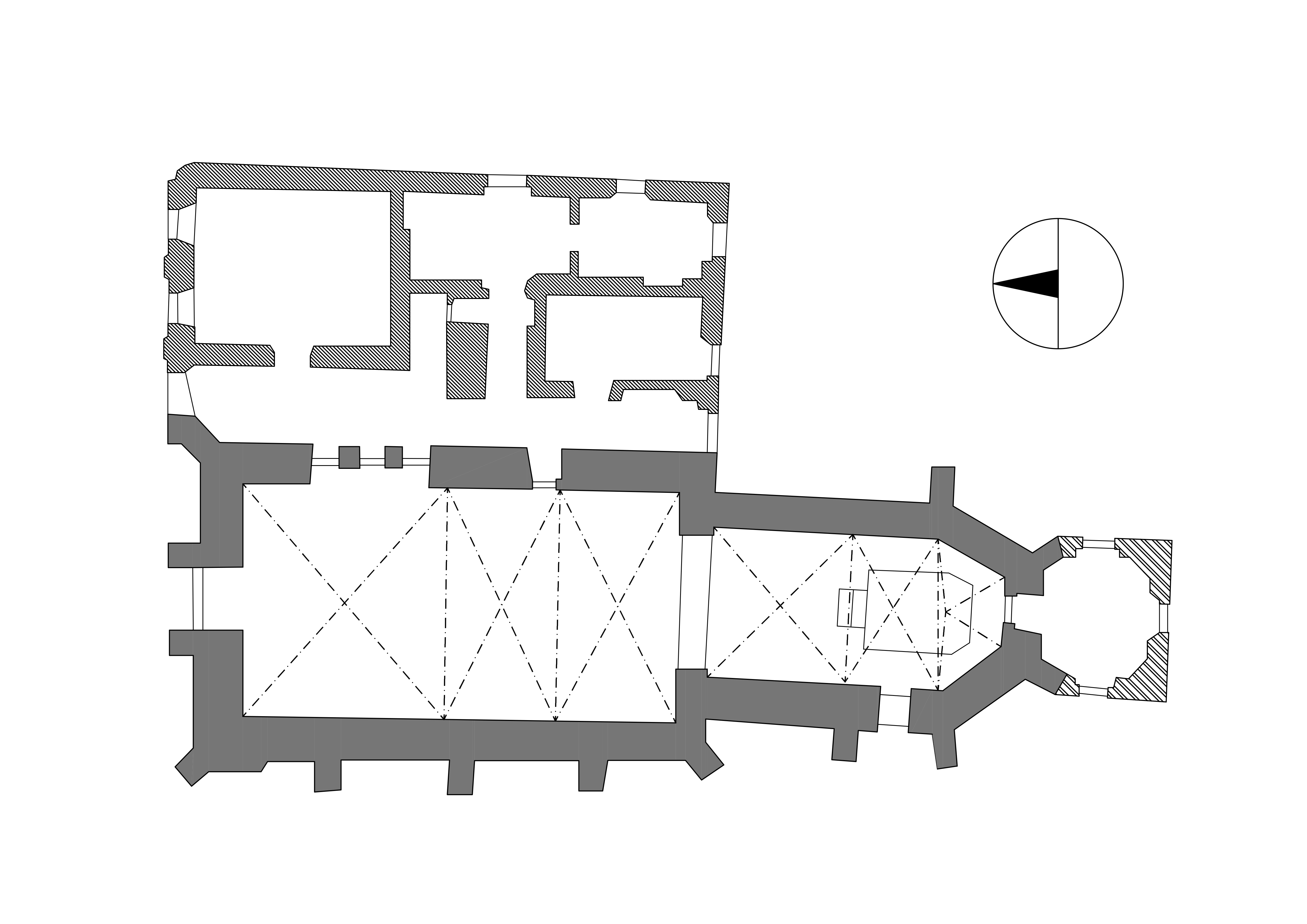
Půdorysné schéma kostela sv. Ducha v Krnově

Opěrný systém podél západní zdi hlavní lodě kostela sv. Ducha v Krnově

Na místě obou budov původně stával románský kostel o čtvercovém půdoryse se západovýchodní orientací.
Historie kostela v aktuální podobě sahá přinejmenším do roku 1371, kdy byl komplex zmíněn v klauzuli krnovského pekařského cechu.
V jiném dokumentu městské rady z roku 1408 je zmíněno, že původní špitál před nedávnem zanikl, a musel být znova obnoven řádem německých rytířů.
Dále byl s největší pravděpodobností provozován řádem minoritů, jejichž klášter se nacházel poblíž. Roku 1452 byl celý komplex zatopen při povodni. Z této doby pochází klenbový strop, který byl do té doby rovný, trámový.
V roce 1522 byl kostel odsvěcen a prodělal zásadní úpravu interiéru v podobě přepatrování. Poté byl prostor využíván jako šenk (údajně nevalné pověsti) a sýpka a na místě tou dobou již zchátralého špitálu bylo vybudováno stavení.
Rok 1546 přinesl pro kostel další ránu, tentokrát v podobě požáru, který postihl celé město. To se opakovalo také v roce 1646. V té době již ale kostel se špitálem opět spravovali minorité, kteří se největší mírou podepsali na jeho obnově.
Díky špitálníkům přibyla kostelu věžička, sakristie, dva postranní oltáře, kazatelna a chór s varhanami a roku 1657 byl kostel opět vysvěcen.
Návrh čelní fasády vytvořil G. Fr. Gans roku 1755, k realizaci však došlo až v letech 1771–73 pod vedením významného stavitele Michala Clementa.
V roce 1866 došlo ke změně materiálu střešní krytiny, a tak dosavadní šindelovou střechu nahradila břidlicová. Touto dobou byl kostel patrně spoluzasvěcen svaté Alžbětě a Barboře.
Dodatečně byl kostel upravován v letech 1896 a 1905, a to v novogotickém stylu. Od té doby kostel ztrácel na významu a postupně chátral, až se přestal využívat úplně.

Špitál sloužil sociálním účelům do konce druhé světové války. Až v roce 1972 byl komplex kostela a špitálu podroben důkladnému stavebně historickému průzkumu, který odkryl nová významná fakta, a tak napomohl obnově celého komplexu. 

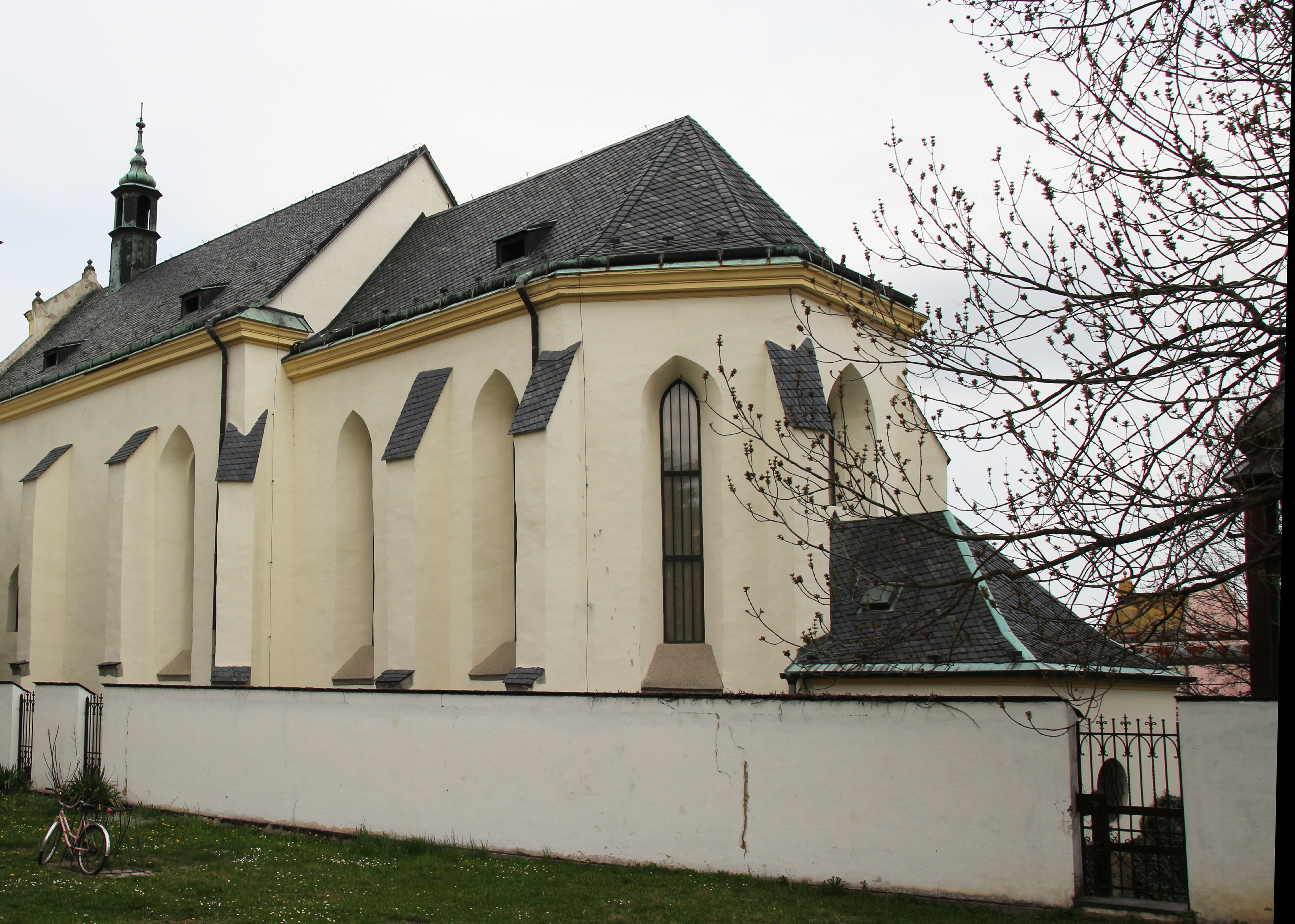
Exteriér presbytáře a hlavní lodi kostela sv. Ducha v Krnově

## Exteriér
Zvenku zdivo zajišťují odstupňované opěráky obdélníkového půdorysu se stříškami. Z východní strany ke kostelu přiléhá budova klasicistního špitálu, a z jižní strany klasicistní dostavba sakristie, která je napojena na presbytář.

## Interiér
Podoba kostela první fázi z počátku 15. století výstavby byla již pravděpodobně stejně podélná s užším, trojboce ukončeným presbytářem s orientací na jih, jak ji nalezneme dnes. Tou dobou bylo vztyčeno obvodové zdivo presbytáře o dvou nestejných pravoúhlých polích a trojúhelníkovém závěru, nad nímž byla později vystavěna atypická čtyřpaprsčitá klenba.
V jižní zdi a závěru bychom našli vysoká úzká okna s lomeným obloukem. V presbytáři nalezneme tufitové a terakotové žebra a přípory, které sbíhají do geometrických jehlancových konzol (v koutech jednoduše, na rozhraních polí ve ztrojeném svazku).
Profil žebra má podobu pětibokého klínu s hlubokým výžlabkem. Svorníky kleneb jsou kruhové, s malovaným znamením cechu podkovářů a pravděpodobně zlatníků a stužkářů.
Hlavní obdélníková loď má tři nestejná prostorová pole, a v její západní zdi nalezneme vysoké okno zakončené lomeným obloukem, a půlkruhové barokní okno.
Tvarově jsou profily žeber klenby totožné s profily v presbytáři, liší se však proporčně a především materiálově – místo tufitu zde byla použita terakota, pravděpodobně pocházející od zdejších cihlářů.
Ukončení klenebních žeber je řešeno stejně jako v presbytáři.
Svorníky mají terčovitou a štítkovou podobu. Od presbytáře je hlavní loď dělena lomeným triumfálním obloukem, a stejně řešeným triumfálním obloukem byla k hlavní lodi připojena dnes již zaniklá podélná kaple Panny Marie, která se nacházela za východní zdí.
Dá se předpokládat, že původně měla mít hlavní loď další okna v uličním průčelí na sever.

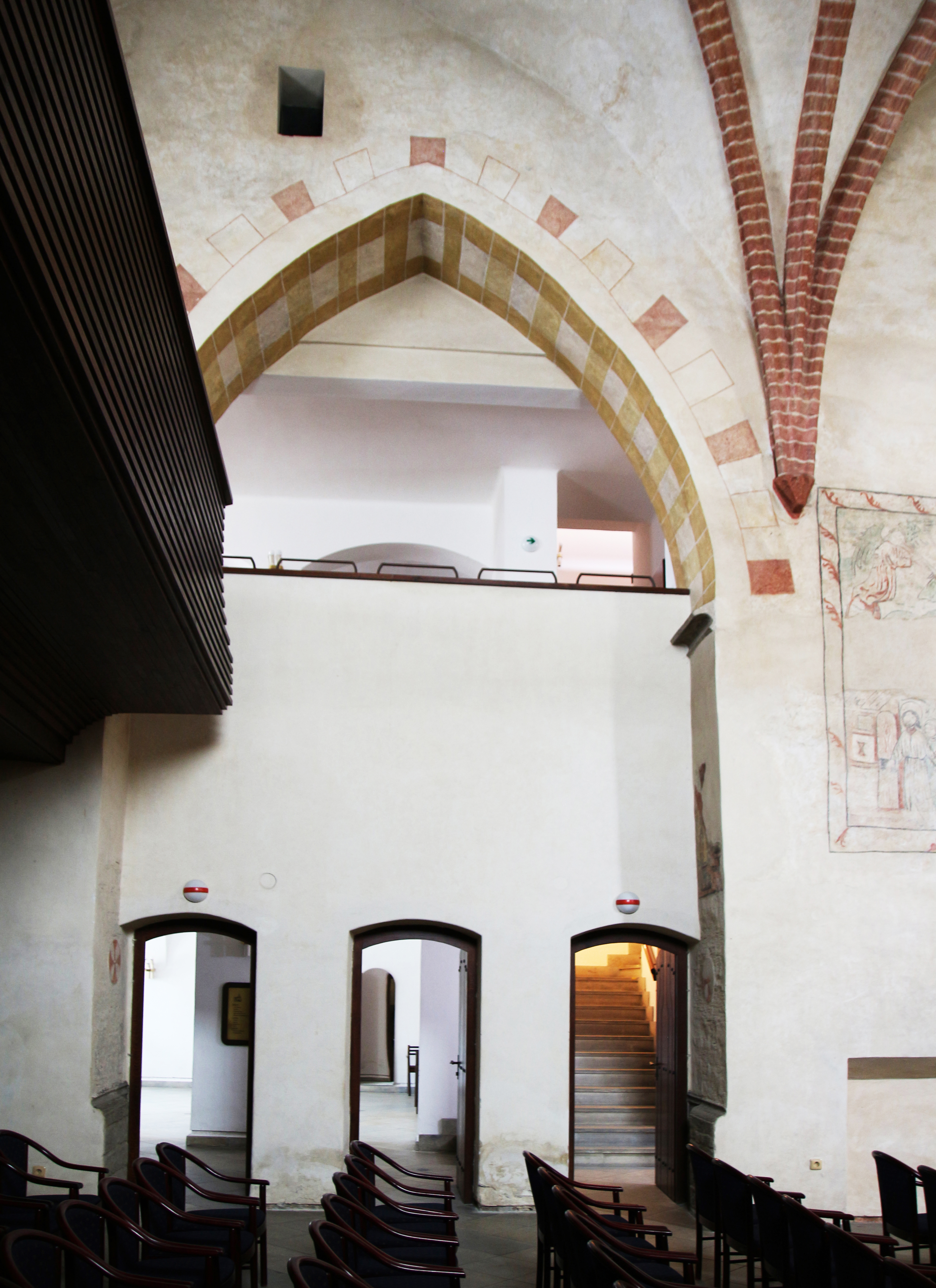
VÍtězný oblouk ve východní zdi, který spojoval hlavní loď kostela s bývalou kaplí Panny Marie
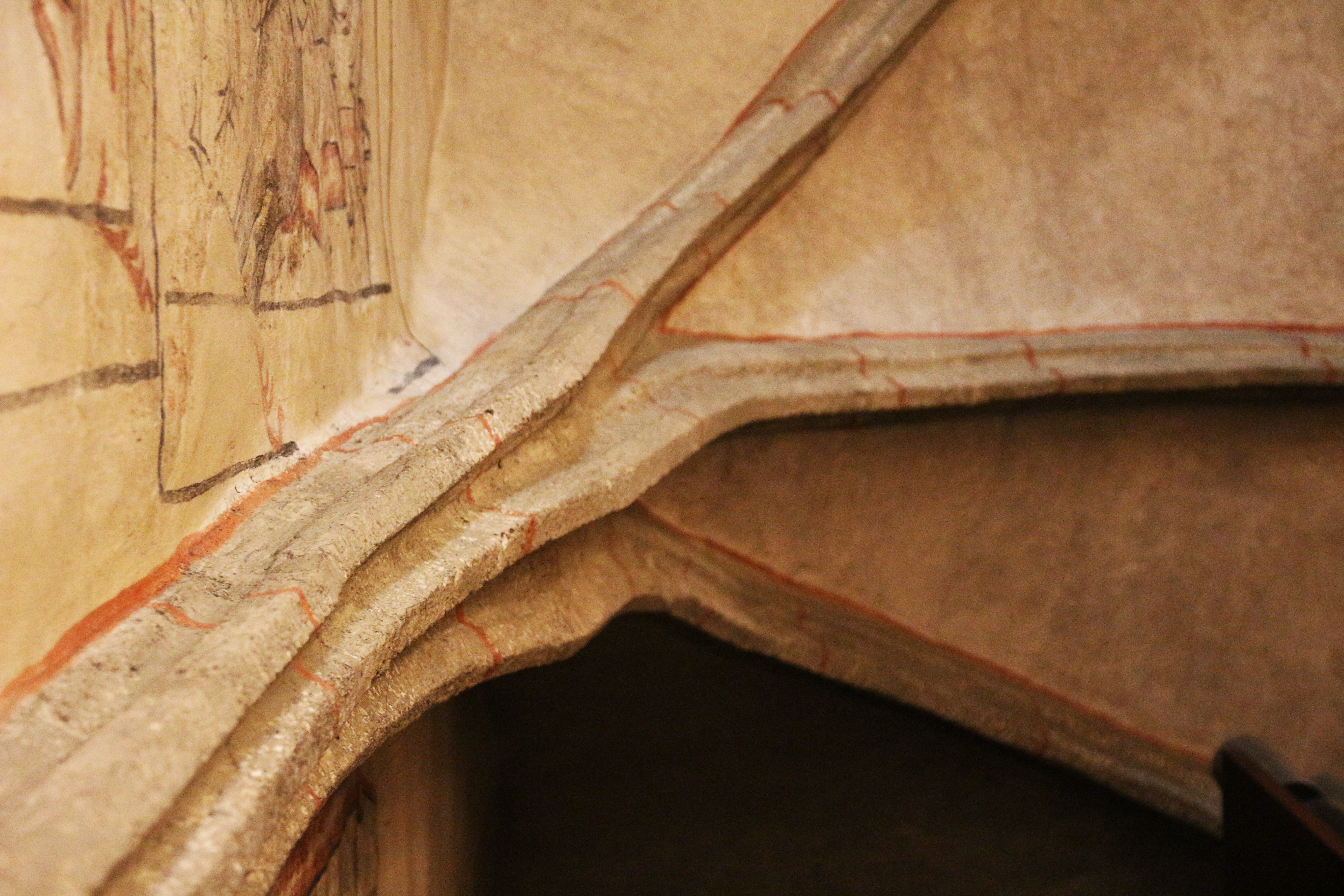
Profil přípory klenebního žebry
Tufitová klenební konzola v presbytáři
Restaurovaná terakotová stropní žebra a svorník v hlavní lodi
Pohled z presbytáře do hlavní lodi
Průhled do presbytáře z hlavní lodě

## Zařízení

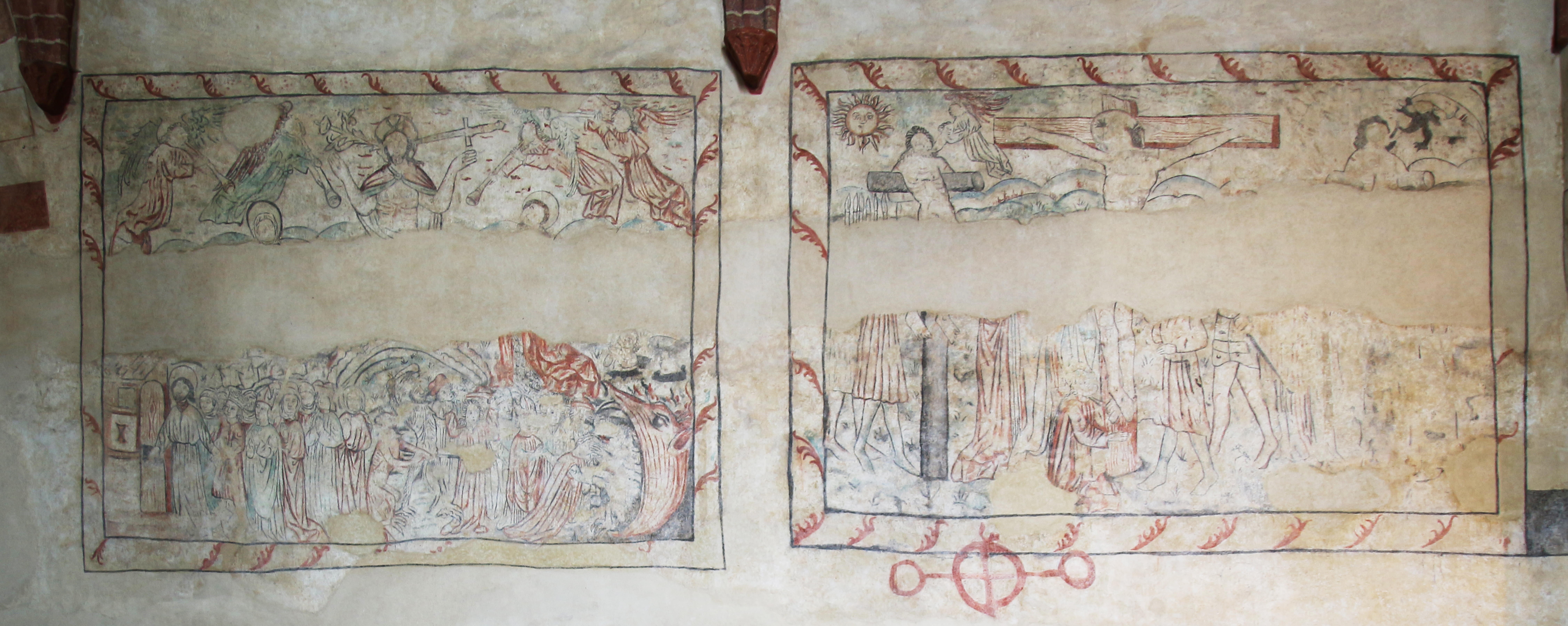
Nástěnná malba s biblickými motivy v kostele sv. Ducha v Krnově nesoucí známky přepatrování

Vzhledem k tomu, že objekt téměř jedno století chátral a navíc už neslouží původním účelům, interiér doznal značných změn proti původní podobě. Byla odstraněna většina náboženských symbolů a všechny oltáře. Celý presbytář dnes zabírají koncertní varhany a piano. V severní části hlavní lodi se nachází dřevěný kůr sloužící jako tribuna, který byl instalován na přelomu 20. a 21. století.
Za zmínku také stojí nástěnná výmalba s biblickými motivy především v hlavní lodi, která má značnou uměleckou a historickou hodnotu. Byla objevena při výzkumu na konci 20. století, a nese stopy násilného přepatrování prostoru v první polovině 16. století. Tento objev zásadně zvedl význam objektu, a významně tak přispěl k tendencím o rekonstrukci celého komplexu.

## Zajímavosti
Opěrný systém napovídá, že během první fáze výstavby docházelo ke změnám. Je možné, že klenby mohly mít jinou, složitější podobu, která mohla využívat například opěráků u vstupního portálu.